# 26345 Gedankien
26345 Gedankien este un asteroid din centura principală de asteroizi.

## Descriere
26345 Gedankien este un asteroid din centura principală de asteroizi. A fost descoperit pe 15 decembrie 1998 la Socorro, New Mexico, în cadrul proiectului LINEAR. Asteroidul prezintă o orbită caracterizată de o semiaxă mare de 2,26 ua, o excentricitate de 0,18 și o înclinație de 5,7° în raport cu ecliptica.